# Els Verds (Catalunya)
Per a d'altres partits, vegeu Els Verds
Els Verds és el nom dels partits polítics que representen l'ecologisme polític a Catalunya, habitualment seguit de diferents afegitons per distingir les diverses organitzacions, amb diferents tendències i estratègies, dins d'aquest moviment.

## Història

### Inicis
Un partit anomenat Els Verds va sorgir l'any 1987, com a secció catalana de Los Verdes, però no varen arrelar. En aquella època ja existia (des de l'any 1983) també l'organització històrica de l'ecologisme polític català Alternativa Verda (Moviment Ecologista de Catalunya).

### Els Verds (CEC)
Els Verds (Confederació Ecologista de Catalunya) fou una organització que es va fundar el 1993, al Congrés d'Unitat fet a Terrassa el 24 d'abril de 1993, amb la voluntat de crear un únic referent polític verd, per la unió de 4 organitzacions:
- Alternativa Verda (Moviment Ecologista de Catalunya)
- Els Verds (confederats amb Los Verdes)
- Moviment d'Esquerra Nacionalista-Ecologistes de Catalunya
- Alternativa Ecologista de Catalunya (finalment aquesta organització va restar fora l'acord i va romandre organització separada)

Abans de les eleccions municipals de 1995, els representants legals de Els Verds (Confederació Ecologista de Catalunya) EV(CEC), signen un acord de coalició amb Iniciativa per Catalunya (Iniciativa per Catalunya-Els Verds), obtenint en les següents cites electorals una presència institucional destacable, amb una diputada al Parlament de Catalunya (Maria Olivares) i regidors a importants ciutats catalanes com Barcelona (Josep (Pep) Puig i Boix) i L'Hospitalet de Llobregat (Joan Oms).
Ara bé, l'acord amb IC suposava que Iniciativa podia utilitzar el nom de la coalició (incloent "Els Verds") a tots el municipis on es presentava, encara que no hi hagués acord amb l'assemblea local d'Els Verds. Això va suposar que s'intentés impugnar algunes candidatures i, finalment, molts municipis (Terrassa, Sabadell, Granollers, Les Franqueses ...) on hi havia assemblees locals actives no van poder presentar-se a les eleccions i IC va presentar-se utilitzant el nom d'Els Verds. Aquest va suposar el primer trencament important d'EV(CEC).
Després de l'escissió a IC el 1997, el 1998 Iniciativa per Catalunya i EV(CEC) exploren la possibilitat d'estrènyer lligams. El desacord profund sobre aquesta qüestió i d'altres genera una crisi a EV(CEC) que esclata en l'assemblea del març del 1998, que acaba amb la divisió del partit i la consegüent fi del projecte unitari.

### Divisió posterior i fins a l'actualitat

#### Els Verds del Vallès Oriental
Al Vallès han existit assemblees verdes des d'abans del Congrés d'Unitat de Terrassa. La majoria d'elles van quedar "fora de joc" quan l'acord electoral amb IC va impedir que poguessin presentar les seves candidatures a les eleccions municipals del 1995. Amb més o menys força han anat mantenint una certa activitat, no només electoral. A l'àmbit electoral, l'any 2003 van aconseguir representació en solitari a l'ajuntament de Les Franqueses del Vallès. Aquesta representació va repetir-se el 2007, aquest cop en coalició amb ERC.

#### Els Verds-Opció Verda
Un dels grups sortits de la divisió continua les negociacions amb ICV sota el nom d'Els Verds-Opció Verda, però finalment no s'arriba a cap acord definitiu i Iniciativa canvia el seu nom a Iniciativa per Catalunya-Verds, ja sense cap grup polític verd formalment incorporat al procés.
Posteriorment a això, Els Verds-Opció Verda fa diverses candidatures municipals, majoritàriament en solitari, i a les eleccions al Congrés dels Diputats del 2004 arriba a un acord amb el PSC per presentar-se a les seves llistes, quedant el seu candidat Joan Oms a una posició d'esdevenir diputat. Finalment, el 2006 Oms obtingué l'acta de diputat en substitució de José Montilla quan aquest va deixar el Congrés espanyol en accedir a la Presidència de la Generalitat. Posteriorment, a les eleccions Generals, Joan Oms va encapçalar la llista de los Verdes-Els Verds Opció Verda, obtenint els pitjors resultats de la història dels Verds. Abans, a les eleccions Europees, va participar en coalició amb ERC, Aralar, BNG i Chunta Aragonesista.
A les eleccions Municipals del 2011, Joan Oms es torna a presentar com a cap de llista dels Verds opció verda de L'Hospitalet per quarta vegada, traient uns resultats inferiors al 2% dels vots.
A les eleccions Generals del 2011, després que la majoria dels partits verds de la confederació de los Verdes de España s'hagin integrat al projecte del partit Verd Europeu EQUO, Els Verds opció verda decideix fer un acord amb Izquierda Unida.
Els diferents canvis d'aliances electorals en breus períodes han fet que gran part de la petita militància ecologista d'aquest partit hagi anat abandonant aquesta formació.

#### Els Verds-Esquerra Ecologista
Simultàniament un altre grup va continuar actuant al marge de la coalició i mantenint el nom d'EV(CEC), però degut a la impugnació per part d'un grup de militants de l'esmentada assemblea, i la posterior sentència judicial favorable als impugnadors, queden anul·lades les actuacions d'EV(CEC) en el període posterior a la mateixa (que incloïen alguns acords municipals amb ERC) i deixa d'utilitzar-se definitivament el nom d'EV(CEC).
La major part del grup que venia utilitzant aquest nom i es veu obligat a deixar-lo, passa a formar "Els Verds-Esquerra Ecologista", organització fundada l'any 2001 per l'exdiputada verda Maria Olivares i el portaveu ecologista Antoni Garcia i Acero, entre altres membres dels Verds-CEC. Aquest grup al cap d'un temps refà els vincles amb ICV, hi dona suport el 2003 i signa un acord de cooperació amb ells el 2004. El 2007 i coincidint amb les eleccions municipals, ICV suspèn l'acord amb aquest grup, degut a les seves diferències de posicionament en nombroses qüestions: sobiranisme, línia de Molt Alta Tensió per la frontera francesa (MAT), projecte del Quart Cinturó, okupació... Tot seguit Els Verds opta per també desvincular-s'hi i "prioritzar el seu treball com entitat social" sense renunciar al vessant polític. Avui molts dels seus dirigents a part de treballar i participar en l'Associació Els Verds participen en el moviment feminista, altermundista, independentista així com en organitzacions polítiques com Esquerra Republicana de Catalunya com és el cas d'Antoni Garcia. A les municipals del 2011 Els Verds Esquerra Ecologista, tot i mantenir la seva prioritat com a organització social, va decidir presentarse les eleccions municipals en algunes localitats. A L'Hospitalet i Sant Boi de Llobregat realitza candidatures conjuntes amb Esquerra Republicana així com en altres municipis dona suport a candidatures independents

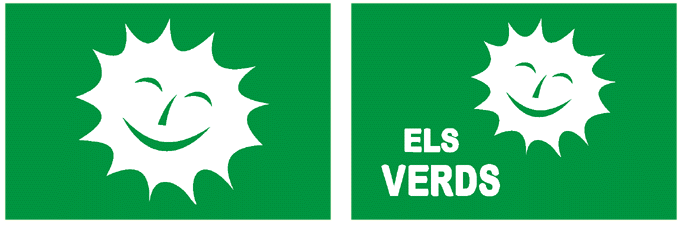
Banderes utilitzades pels verds dins ICV

#### Els Verds - Alternativa Verda
Després de la crisi política experimentada per EV(CEC), l'any 1999, un grup d'antics militants d'AV(MEC) fa renéixer Alternativa Verda l'estiu del 1999 amb el nom d'Els Verds - Alternativa Verda, mantenint una acció política i electoral independent d'altres partits. Entre els seus dirigents destaquen els ecologistes Josep (Pep) Puig i Boix i Santiago Vilanova i Tané. Els Verds Alternativa Verda es fa integrar a Solidaritat Catalana per la independència que va obtenir quatre diputats cap d'ells ecologista.

#### Els Verds-Ecologistes i Verds de Catalunya
Encara un quart grup, Els Verds-Ecopacifistes de Catalunya, tradicionals partidaris de presentar-se sempre en solitari i que ja no s'havien incorporat a l'experiència d'EV-CEC, han optat per endegar un procés anomenat Mesa d'Unitat que uneix diferents partits verds a nivell de l'Estat Espanyol. Aquest grup ha passat a utilitzar darrerament el nom d'Els Verds-Ecologistes i Verds de Catalunya. A aquest procés s'hi han incorporat els esmentats Els Verds-Opció Verda.
Val a dir que aquest tipus de processos d'unitat tradicionalment han tingut una especial dificultat a Catalunya, ja que a les discrepàncies personals i sobre tàctiques electorals s'hi han sumat diferències d'opinió en el terreny de la identitat nacional.
D'aquesta manera es manté una tendència segons la qual l'ecologisme polític ha estat desunit, amb relacions conflictives entre els diferents grups, i només ha assolit una representació institucional supramunicipal quan s'ha presentat en coalició o amb candidats integrats dins llistes d'altres forces polítiques.

## Eleccions al Parlament de Catalunya 2006
- Els Verds-Alternativa Verda es presenta a les eleccions amb candidatures a les circumscripcions de Girona, amb Santiago Vilanova i Tané com a candidat, on és setena força amb el 0,66% dels vots; i Tarragona, amb Josep (Pep) Puig i Boix com a candidat, on assoleix igual posició amb el 0,47% dels vots.

- Els Verds-Ecologistes i Verds de Catalunya (EV-EVC) és una candidatura presentada per Els Verds-Ecopacifistes de Catalunya i Els Verds-Opció Verda, només a la circumscripció de Barcelona, amb Josep Lluís Freijo com a cap de llista. Queda situada en setè lloc (és la primera força extraparlamentària), amb el 0,79% dels vots.

- Els Verds-Esquerra Ecologista s'integrà a la coalició ICV-EUiA. Cap dels 12 diputats assolits per ICV-EUiA no pertany a aquest grup. Posteriorment l'abandona i s'integra en la órbita d'ERC.